# Andrew Miller (Politiker)
Andrew Miller (geboren am 23. März 1949 in Isleworth, Middlesex, Vereinigtes Königreich; gestorben  am 24. Dezember 2019) war ein britischer Gewerkschafter und Politiker. Von 1992 bis 2015 war er für die Labour Party Abgeordneter im Unterhaus.

## Leben
Miller wurde am 23. März 1949 in Isleworth westlich von London geboren, sein Vater war bei der Regierung beschäftigt. Bedingt durch dessen Einsatzort ging Miller zunächst in Malta, damals noch eine britische Kolonie, zur Schule, später dann in Hayling Island und in Portsmouth in Hampshire. Seine berufliche Laufbahn begann er 1967 als Labortechniker in der geologischen Fakultät am Portsmouth Polytechnic, Vorläufer der heutigen Universität. 1976 nahm Miller ein Studium an der London School of Economics auf, wo er einen Abschluss in Industrial Relations erwarb. Von 1977 bis zu seinem Wechsel ins Unterhaus 1992 war Miller bei den Gewerkschaften Association of Scientific, Technical and Managerial Staffs (ASTMS) sowie der aus ihr hervorgegangenen Manufacturing, Science and Finance (MSF) angestellt.
2014 verlieh ihm die Universität Chester die Ehrendoktorwürde, im Jahr darauf wurde er zum Ehrenfellow der John-Moores-Universität in Liverpool ernannt.
Miller hatte seit 1985 in Cheshire in einem Haus gelebt, das er einem sanierungsbedürftigen Zustand erworben hatte und anschließend wieder herrichten ließ. Nachdem er bereits einige Zeit schwer erkrankt war, starb Miller am 24. Dezember 2019 im Alter von 70 Jahren. Er hinterließ seine Frau Frances, mit der er seit 1975 verheiratet gewesen war, sowie drei erwachsene Kinder, zwei Söhne und eine Tochter.

## Politik
Miller trat 1968 der Labour Party bei. Als er und seine Frau 1977 berufsbedingt in den Nordwesten Englands zogen, waren sie noch einfache Mitglieder gewesen, er hatte auch keine weitergehenden Pläne für eine Karriere in der Politik. 1991 stimmte er einer Anfrage der Partei zu, bei der Unterhauswahl 1992 im Wahlkreis Ellesmere Port and Neston für die Nachfolge des Konservativen Mike Woodcock zu kandidieren, der nicht wieder angetreten war. Es gelang Miller überraschenderweise, seinen Kontrahenten Andrew Pearce mit einem Vorsprung von knapp 2000 Stimmen zu schlagen und sein Mandat nachfolgend vier Mal erfolgreich zu verteidigen. Vor der Wahl 2015 gab er seinen Verzicht auf eine erneute Kandidatur bekannt und schied somit Ende März 2015 nach 23 Jahren aus dem Parlament aus. Seine Nachfolge trat Justin Madders an, ebenfalls von der Labour Party.
In London diente Miller von 2001 bis 2005 als Parliamentary Private Secretary im Ministerium für Handel und Industrie. Im Unterhaus engagierte sich Miller unter anderem in den Bereichen Wissenschaft und Forschung, hier war er von 2005 bis zu seinem Ausscheiden Vorsitzender der entsprechenden Parlamentsausschüsse. Er setzte sich außerdem für die Anhebung von Mindestlöhnen ein, als größten persönlichen Erfolg sah er das Einbringen einer Private Member’s Bill zur Verbesserung der Arbeitsbedingungen für die Beschäftigten bei Zeit- und Leiharbeitsfirmen. Der Vorstoß scheiterte 2008 zunächst an Widerständen innerhalb der Regierung. Diese brachte ihn aber zwei Jahre selbst in nur geringfügig veränderter Form als Ausführungsverordnung zur EU-Richtlinie über Leiharbeit ein, verabschiedet als Agency Workers Regulations 2010. Auf lokaler Ebene kämpfte Miller insbesondere für den weitgehenden Erhalt der Arbeitsplätze Im Vauxhall-Werk in Ellesmere Port.